# 内原智史
内原智史（うちはら さとし、1958年6月1日 - ）は、日本のライティングデザイナー。京都府出身。多摩美術大学デザイン科卒。内原智史デザイン事務所・所長。
六本木のクリスマスイルミネーション、表参道ヒルズ、羽田空港ターミナルの照明、金閣寺、銀閣寺、平等院鳳凰堂のライトアップなどを手がけ、『光の魔術師』と呼ばれる。福島市飯坂温泉の十綱橋のライトアップも指導した。
建物を照らさず本質を照らす事を信念とし、建物だけでなく周囲の街を自らの足で入念にリサーチし照明方法を決める。
この信念にたどり着いた転機は平等院鳳凰堂の仕事をした際。初めは鳳凰堂自体を照らそうと思ったが、悠久の歴史をなんとか表現できないかと考え、鳳凰堂の前の池に照明を当てた。池に反射された光により浮かび上がる鳳凰堂を見た時、自らが一番に見とれてしまい、建物ではなくその奥の本質を照らすことが大切という考えに到達したという。
羽田空港のターミナルは敢えて暗い空間を作ることにより旅人に安らぎを与え、マンションの玄関の照明を決める際は終電の時間まで調べ、時間帯により照明の色、質を変えた（早い時間は住民が集ったり来客を迎えるような明るい華やいだ色であり、終電後は仕事帰りの人がホッとするような抑え目の照明で奥が照らされている）。
仕事に対する姿勢として、冷静でいながら熱くなれるかが大事だと語っている。

## テレビ出演
- プロフェッショナル 仕事の流儀（NHK）2006年5月18日